# Faruq de Egipto
Faruq de Egipto (en árabe: الملك فاروق) (El Cairo, 11 de febrero de 1920 - Roma, 18 de marzo de 1965) fue rey de Egipto. Sucedió a su padre Fu'ad I en 1936. Su título completo era «Su Majestad, Faruq, por la gracia de Dios, rey de Egipto y de Sudán, soberano de Nubia, Kordofán y Darfur».
En árabe su nombre se escribe فاروق الاول; también puede verse transcrito como Faruk y Farouk.

## Reinado

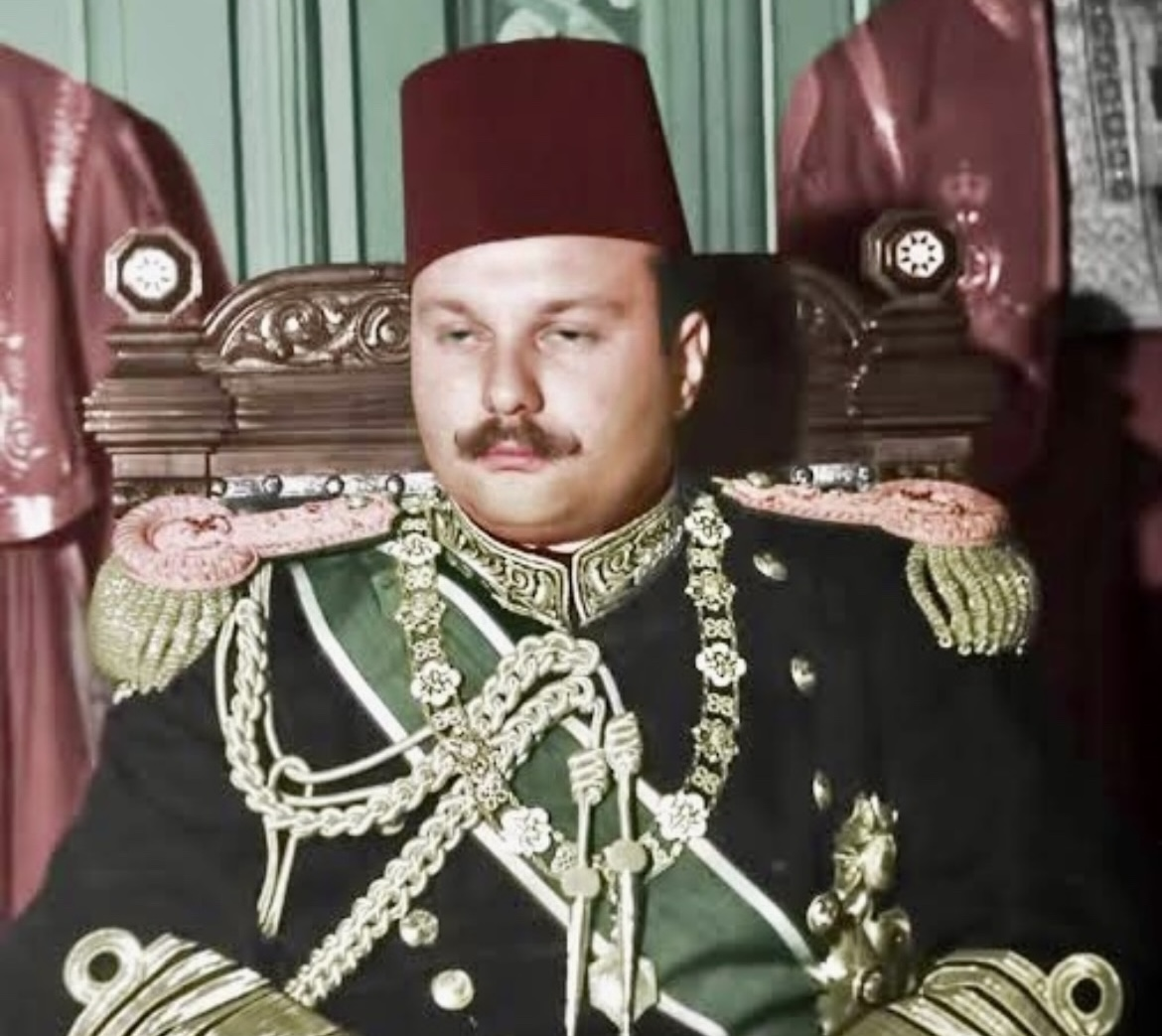
Faruk, en 1946.

Su padre fue el rey Fu'ad I (entonces sultán) y su madre la reina Nazli. De sus hermanas, la más conocida fue la princesa Fawzia de Egipto, que vivió hasta 2013.
A los 15 años su padre, Fuad I, lo mandó a educarse al Reino Unido, pero a los seis meses Fuad falleció y Faruk se convirtió en rey con solo 16 años. Era prácticamente un rey-niño, como aquellos que abundaron en la época faraónica. Fue coronado con dieciséis años y aquella fue la primera vez que el pueblo egipcio oyó la voz de un rey a través de la radio. Había recibido una cuidadosa educación en Egipto y en Gran Bretaña, y gozaba de aceptación popular al iniciar su reinado tanto por su juventud como por el origen netamente egipcio de su madre, la reina Nazli. En aquella época era un joven apuesto y amable, con unos bonitos ojos azules ―por su estirpe albanesa― que pronto ocupó la prensa del corazón. En unas vacaciones en Suiza se enamoró de Safinaz Zulfikar, una bella aristócrata. Tenía solo 15 años, pero Faruk se empeñó en casarse inmediatamente. Ella cambió su nombre por el de Farida y formaron una pareja deslumbrante durante algún tiempo.
Pese a estos inicios promisorios, pronto Faruq fue acusado de mantener un modo de vida excesivamente lujoso y pródigo en despilfarros, contrastando con el hambre y la pobreza que sufría la mayor parte de sus súbditos, lo cual rápidamente le tornó impopular entre su pueblo. Conocidos eran sus viajes a Europa, su afición por comprar automóviles caros y la inmensa fortuna que disponía en dinero, joyas, tierras y palacios.

### Segunda Guerra Mundial
Cuando estalló la Segunda Guerra Mundial, Egipto aún mantenía tropas británicas estacionadas en su territorio, conforme a los tratados que el rey Fu'ad I había pactado con Gran Bretaña; ello causó que, en la práctica, Egipto no pudiera mantener una auténtica neutralidad en la contienda europea, rompiendo pronto relaciones con Alemania primero y con Italia después, aunque sin declarar la guerra a estos países. En ello, Faruq se ocupó de colaborar con los británicos aunque sin involucrar activamente a su país en la guerra.
Pese a esto, el lujoso modo de vida de Faruq fue objeto de fuertes críticas debido a las privaciones adicionales impuestas a sus súbditos. Especialmente condenada fue la conducta de Faruq durante los bombardeos italianos sobre el puerto de Alejandría, que nunca afectaron a su residencia a pesar de que toda la iluminación permanecía encendida (en contra de los requerimientos militares británicos de mantener apagadas las luces en la ciudad).
Las autoridades militares de Gran Bretaña (país que todavía disponía de tropas estacionadas en suelo egipcio) criticaron duramente, en privado, que el monarca se negara a apagar las luces de su residencia durante los bombardeos nocturnos de los italianos. También fue objeto de condena que mantuviera al personal de origen italiano de sus residencias y palacios, sin permitir que fueran internados como "extranjeros hostiles" al igual que los italianos del resto del país.
Faruq también mantuvo una actitud ambigua hacia el Eje entre los años 1939-1942, generada por su molestia personal ante las críticas británicas, más que por real simpatía ideológica hacia el fascismo; pero tal ambigüedad desapareció forzosamente tras los triunfos bélicos británicos que significaron la expulsión de las tropas ítaloalemanas del Norte de África.

### Gobierno
El gobierno de Faruq se hizo bastante errático debido a la débil conducta del rey, muy despreocupado de la administración pública de Egipto, dedicado sólo a llevar una vida de placeres y lujos. Las amenazas políticas del nacionalismo y del incipiente socialismo árabe no fueron tomadas seriamente por el monarca, quien esperaba sostenerse en el poder gracias al apoyo de la reducida aristocracia local.
Con su primera esposa, la reina Farida, nacida con el nombre de Safinaz Hanim Zulfikar (1921-1988), tuvo tres hijas: Ferial, Fawzia y Fadia, todas ya fallecidas.
A Faruq se le consideró cleptómano, por tener la costumbre de hurtar objetos personales de otros mandatarios en distintas visitas al exterior, aun siendo de poco valor, como una espada de su cuñado el Sha de Persia o un reloj de la casa del primer ministro británico sir Winston Churchill. Esta conducta personal, llena de extravagancias costosas, junto a su gobierno despilfarrador y corrompido, le valieron el apodo de «el Ladrón de El Cairo». De igual manera, Faruq era deudor de lujosas casas comerciales europeas y estadounidenses, en tanto que no cumplía con pagar los artículos suntuarios que compraba en ellas.
La cleptomanía e incompetencia de Faruq fueron una pesada carga para el régimen, que se tornaba muy impopular entre el pueblo y la incipiente clase media. La derrota egipcia en la guerra árabe-israelí de 1948 favoreció el aumento de la oposición republicana dentro del ejército, lo cual no alertó al rey Faruq, poco dado a intervenir en la política y más preocupado por los placeres y el lujo. Inclusive aliados tradicionales de la monarquía egipcia, como Gran Bretaña (y luego los Estados Unidos), consideraban muy probable un destronamiento de Faruq si no se ejecutaban amplias reformas políticas y se imponía una conducta seria en la administración.

### Derrocamiento
Faruq había ido ganando enemigos a lo largo de su reinado: los islamistas, los nacionalistas, los británicos y la opinión pública en general, cuando se divorció de Farida. Sólo le faltaba ganar la enemistad de quien podía dar un golpe de Estado: el ejército. El fracaso en la primera guerra contra Israel en 1948 irritó a los militares, que hicieron responsable a su corrupto gobierno. La monarquía de Faruq terminó abruptamente cuando el Movimiento de Oficiales Libres, encabezado por los militares Gamal Abdel Nasser y Muhammad Naguib, dio un golpe de Estado el 23 de julio de 1952 y forzara, poco después, la abdicación del monarca en su cuarto hijo, apenas un bebé, Fu'ad II, fruto del matrimonio con su segunda esposa Narriman Sadiq. Poco antes de este evento, Faruq se había proclamado oficialmente descendiente de Mahoma.
Casi todos los bienes de Faruq en Egipto fueron confiscados cuando al año siguiente, en 1953, fue proclamada oficialmente la república, con Gamal Abdel Nasser como presidente, quedando en poder del nuevo régimen valiosos objetos: desde lujosos automóviles europeos hasta porcelanas antiguas y joyas de oro y plata, pasando por muy costosas colecciones de numismática y filatelia, acumuladas en años. Todos estos bienes fueron prontamente vendidos [cita requerida] por el Gobierno nasserista, inclusive mediante subastas en el extranjero, dispersando las colecciones de Faruq.

### Exilio
Inmediatamente después de abolida la monarquía, partió al exilio. En el yate real se instaló en Italia primero, un país que le encantaba, y en Mónaco más tarde. Su destierro dorado transcurrió entre la isla de Capri, Roma y Mónaco. A pesar de las confiscaciones ejecutadas por el nuevo régimen, el depuesto rey conservó una gran fortuna, que pudo llevarse al exilio, compuesta por algunas joyas de altísimo valor, y la que tenía depositada hacía varios años en bancos europeos.
Su segunda esposa, Narriman, le abandonó pronto, acusándole de malos tratos, y se volvió a Egipto. Tras divorciarse de ella en 1956, tuvo como pareja a una joven cantante de ópera y ex Miss Nápoles, la italiana Irma Capece Minutolo di Canosa, aunque sin llegar a casarse con ella. Faruq pasó su exilio entre banquetes y viajes de placer y sin desarrollar alguna actividad política de importancia, aunque sí sufrió durante esos años de una grave obesidad, aparejada con bulimia, llegando a pesar 136 kilogramos.
Su admirado abuelo Ismael había muerto en el exilio al intentar beberse dos botellas de champán de un trago. Faruq logró emularlo y falleció en el Hospital San Camillo de Roma en 1965, al sufrir un ataque cardíaco en el restaurante Ile de France, que le hizo desplomarse sobre su plato en medio de una opípara cena. El penúltimo rey de Egipto tenía 45 años y ya pesaba 140 kilos.

### Personalidad
Faruk no reinaba como un déspota oriental, porque en Egipto, en el siglo XX, eso era ya imposible. Había partidos políticos, elecciones, parlamento, prensa y una fuerte influencia occidental. Sin embargo, tenía gestos de aquellos déspotas orientales de los que hablaban ya los antiguos griegos, reyes-dioses, amos totales de la vida, hacienda y alma de sus súbditos.
Se divinizó a sí mismo, proclamándose descendiente de Mahoma ―aunque no le importaba la religión― y sobre todo vivía en un exceso de lujo y placer, aún más escandaloso por la pobreza que le rodeaba. Era capaz de matar él solo en una cacería 344 patos, de comer el caviar con cuchara sopera, de hacer que su segunda esposa, Narriman, llevara un vestido de boda adornado con 120.000 diamantes, para darles en la cara a quienes habían criticado que se casara con una plebeya, como si el rey Faruk no pudiese hacer lo que le viniera en gana.
Mientras el pueblo pasaba hambre, él organizaba fastuosas fiestas en las que no faltaba de nada y donde mostraba con orgullo a sus invitados los miles de objetos que había coleccionado a lo largo de su vida. Muchas de esas piezas estaban valoradas en millones de dólares y se había gastado multimillonarias sumas de dinero en adquirir todo aquello que se le encaprichaba. Contaba con una extensa colección de monedas de oro, pero la de mayor valor era la “Double Eagle” (Águila Doble), una moneda de oro de 20 dólares acuñada en 1933 y que se considera como la moneda más cara del mundo.

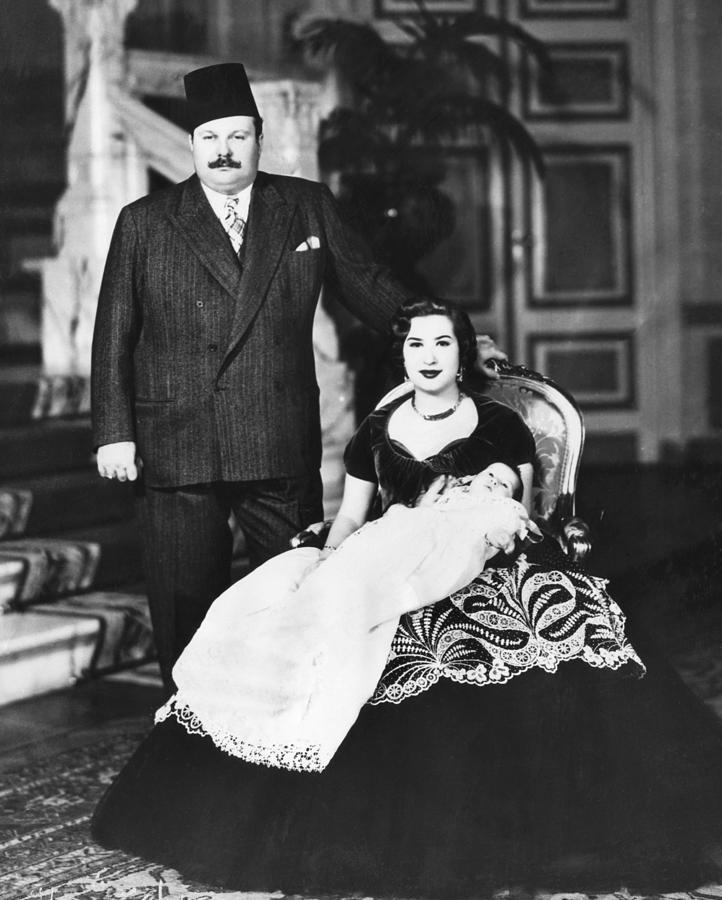
Faruk con la reina Nariman y su hijo Ahmed Fuad II; enero de 1952.

Y, sin embargo, procuró traer progreso a su pueblo, siguiendo el ejemplo modernizador de Mehmet Alí, el plantador de tabaco albanés tatarabuelo de Faruk, fundador de su dinastía y creador del Egipto moderno. Faruk estableció la enseñanza obligatoria, favoreció el desarrollo agrícola con ayudas a los campesinos pobres ―o sea, todos los campesinos― y la sanidad pública[cita requerida] y tuvo la visión de estadista de crear la Liga de Estados Árabes, un gran invento político, aunque nunca haya funcionado. Pero no podía prescindir de los gestos de déspota oriental: al principio de su reinado sobrevolaba en avioneta las aldeas del Delta del Nilo e iba tirando pelotas de ping pong. El campesino que conseguía una pelotita iba luego a palacio y lo colmaban de golosinas: así, el joven Faruk se sentía Dios repartiendo mercedes desde el cielo.
En 1952, tras el golpe de Estado militar que derrocó al rey Farouk I de Egipto, se pudo descubrir en su lujoso palacio de El Cairo que era poseedor de la mayor colección privada de la época de material pornográfico. Los cómics también fueron objeto de su extraña obsesión, adquiría los ejemplares más singulares y pagaba por ellos hasta diez veces el precio marcado entre coleccionistas.
Pero también cabe destacar la extraña personalidad de Farouk y, sobre todo, su comportamiento durante la Segunda Guerra Mundial. Se suponía que el país donde reinaba era afín a los intereses de los Aliados, teniendo que facilitar todo lo que los ejércitos de esas potencias precisasen, pero en realidad lo que este extravagante monarca admiraba era el modelo de vida y gobierno alemán, llegando a enviar un telegrama a Hitler para agradecerle su interés en invadir Egipto.
En cierta ocasión tuvo una pesadilla en la que soñó que era devorado por unos leones. Tras despertar no se le ocurrió otra cosa que acudir al zoológico y disparar a los felinos que estaban encerrados en sus jaulas.
Ya en sus últimos años de reinado, el monarca, que en sus tiempos de juventud había sido considerado todo un galán, comenzó a sentir un apetito voraz, comiendo a todas horas y de manera descontrolada. Muchas son las fuentes que afirman que llegaba a beberse una treintena de refrescos Coca-Cola al día y que engullía carísimo caviar directamente de la lata. Su porte elegante y delgado se fue deformando, hasta desembocar en una pronunciada obesidad y llegando a sobrepasar los 135 kilos de peso.

## Títulos y tratamientos
Esta tabla aún no está actualizada. Puedes contribuir aportando información sobre títulos y tratamientos de esta persona.

## Distinciones honoríficas

Escudo de Armas con Collar de la Orden de Isabel la Católica

### Distinciones honoríficas egipcias
- Soberano Gran maestre de la Orden de la Virtud [Condecoración de Nishan al-Kamal] (28/04/1936).
- Soberano Gran maestre de la Orden del Nilo (28/04/1936).
- Soberano Gran maestre de la Orden de Mehmet Alí (28/04/1936).
- Soberano Gran maestre de la Orden de Ismail (28/04/1936).
- Soberano Gran maestre de la Orden de la Estrella Militar de Fuad I (28/04/1936).
- Soberano Gran maestre de la Orden de la Agricultura (28/04/1936).
- Soberano Gran maestre de la Orden de la Industria y el Comercio (28/04/1936).
- Soberano Gran maestre de la Orden de la Cultura (28/04/1936).
- Cadena de Fuad I (fundador) (1936).[2]

### Distinciones honoríficas extranjeras
- Collar de la Real Orden de Albania.[3]
- Caballero gran cruz de la Orden de la Fidelidad (Reino de Albania).[3]
- Caballero gran cruz de la Orden de la Corona de Italia (Reino de Italia, 23/02/1933).
- Caballero gran cruz de la Orden de los Santos Mauricio y Lázaro (Reino de Italia, 23/02/1933).
- Caballero de la Suprema Orden de la Santísima Anunciación (Reino de Italia, 23/02/1933).[4]
- Caballero de la Orden de los Serafines (Reino de Suecia, 30/12/1937).
- Caballero gran cruz de la Orden del Salvador (Reino de Grecia, 20/01/1938).
- Caballero gran collar de la Orden de Pahlaví (Imperio de Irán, 1938).
- Caballero gran cruz de la Orden del León Neerlandés (Reino de los Países Bajos, 23/06/1938).
- Caballero gran collar de la Orden del Sol Supremo (Reino de Afganistán, 1947).
- Caballero gran cordón Especial de la Suprema Orden del Renacimiento (Reino Hachemita de Jordania, 25/06/1948).
- Caballero gran collar de la Orden de Hussein ibn Ali (Reino Hachemita de Jordania, 1949).
- Caballero gran collar de la Orden de Idris I (Reino de Libia, 1949).
- Caballero del collar de la Real Orden de Isabel la Católica (Estado español, 01/04/1951).[5]
- Fajín de las Dos Órdenes (República Portuguesa, 05/05/1951).
- Caballero gran cruz de la Orden de la Torre y de la Espada (República Portuguesa, 05/05/1951).
- Caballero gran collar de la Suprema Orden del Crisantemo (Imperio de Japón).
- Caballero de la Orden de la Casa Real de Chakri (Reino de Tailandia).
- Caballero gran cruz de la Orden de la Legión de Honor (República Francesa).
- Caballero gran collar de la Orden de Salomón (Imperio Etíope).
- Caballero gran collar de la Orden del Dragón de Annam (Imperio Vietnamita).
- Caballero gran cruz de la Orden de San Carlos (Principado de Mónaco).
- Caballero de la Orden del Águila Blanca (República de Polonia).
- Caballero de la Orden de los Santos Cirilo y Metodio (Reino de Bulgaria).
- Caballero gran cruz de la Orden de la Estrella de Karađorđević (Reino de Yugoslavia).
- Caballero gran cruz de primera clase de la Orden del León Blanco (Checoslovaquia).
- Miembro de primera clase de la Orden de Ummayad (República Árabe Siria).
- Caballero gran cordón de la Orden de Leopoldo (Reino de Bélgica).
- Caballero gran collar de la Orden de los Hachemitas (Reino Hachemita de Irak).
- Comandante en jefe de la Legión al Mérito (Estados Unidos de América).
- Caballero gran collar de la Orden de Carol I (Reino de Rumanía).

## Ancestros
|  |                                                      |  |  |  |  |  |  |  |  |  |  |  |  |  |  |  |
|  | 16. Mehmet Alí, Valí de Egipto                       |  |  |  |  |  |  |  |  |  |  |  |  |  |  |  |
|  |                                                      |  |  |  |  |  |  |  |  |  |  |  |  |  |  |  |
|  |                                                      |  |  |  |  |  |  |  |  |  |  |  |  |  |  |  |
|  | 8. Ibrahim Bajá, Valí de Egipto                      |  |  |  |  |  |  |  |  |  |  |  |  |  |  |  |
|  |                                                      |  |  |  |  |  |  |  |  |  |  |  |  |  |  |  |
|  |                                                      |  |  |  |  |  |  |  |  |  |  |  |  |  |  |  |
|  | 17. Amina Nosratli                                   |  |  |  |  |  |  |  |  |  |  |  |  |  |  |  |
|  |                                                      |  |  |  |  |  |  |  |  |  |  |  |  |  |  |  |
|  |                                                      |  |  |  |  |  |  |  |  |  |  |  |  |  |  |  |
|  | 4. Ismail Bajá, Jedive de Egipto                     |  |  |  |  |  |  |  |  |  |  |  |  |  |  |  |
|  |                                                      |  |  |  |  |  |  |  |  |  |  |  |  |  |  |  |
|  |                                                      |  |  |  |  |  |  |  |  |  |  |  |  |  |  |  |
|  | 9. Hoshiar Walda                                     |  |  |  |  |  |  |  |  |  |  |  |  |  |  |  |
|  |                                                      |  |  |  |  |  |  |  |  |  |  |  |  |  |  |  |
|  |                                                      |  |  |  |  |  |  |  |  |  |  |  |  |  |  |  |
|  | 2. Fuad I, Rey de Egipto                             |  |  |  |  |  |  |  |  |  |  |  |  |  |  |  |
|  |                                                      |  |  |  |  |  |  |  |  |  |  |  |  |  |  |  |
|  |                                                      |  |  |  |  |  |  |  |  |  |  |  |  |  |  |  |
|  | 5. Ferial Hanem                                      |  |  |  |  |  |  |  |  |  |  |  |  |  |  |  |
|  |                                                      |  |  |  |  |  |  |  |  |  |  |  |  |  |  |  |
|  |                                                      |  |  |  |  |  |  |  |  |  |  |  |  |  |  |  |
|  | 1. Faruq, rey de Egipto                              |  |  |  |  |  |  |  |  |  |  |  |  |  |  |  |
|  |                                                      |  |  |  |  |  |  |  |  |  |  |  |  |  |  |  |
|  |                                                      |  |  |  |  |  |  |  |  |  |  |  |  |  |  |  |
|  | 6. Abdel Rahim Sabri Pasha, Gobernador de El Cairo   |  |  |  |  |  |  |  |  |  |  |  |  |  |  |  |
|  |                                                      |  |  |  |  |  |  |  |  |  |  |  |  |  |  |  |
|  |                                                      |  |  |  |  |  |  |  |  |  |  |  |  |  |  |  |
|  | 3. Nazli Sabri                                       |  |  |  |  |  |  |  |  |  |  |  |  |  |  |  |
|  |                                                      |  |  |  |  |  |  |  |  |  |  |  |  |  |  |  |
|  |                                                      |  |  |  |  |  |  |  |  |  |  |  |  |  |  |  |
|  | 28. Muhammad Said, Cadí de La Meca                   |  |  |  |  |  |  |  |  |  |  |  |  |  |  |  |
|  |                                                      |  |  |  |  |  |  |  |  |  |  |  |  |  |  |  |
|  |                                                      |  |  |  |  |  |  |  |  |  |  |  |  |  |  |  |
|  | 14. Muhammad Sharif Pasha, primer ministro de Egipto |  |  |  |  |  |  |  |  |  |  |  |  |  |  |  |
|  |                                                      |  |  |  |  |  |  |  |  |  |  |  |  |  |  |  |
|  |                                                      |  |  |  |  |  |  |  |  |  |  |  |  |  |  |  |
|  | 7. Tewfika Hanim                                     |  |  |  |  |  |  |  |  |  |  |  |  |  |  |  |
|  |                                                      |  |  |  |  |  |  |  |  |  |  |  |  |  |  |  |
|  |                                                      |  |  |  |  |  |  |  |  |  |  |  |  |  |  |  |
|  | 30. Solimán Pasha                                    |  |  |  |  |  |  |  |  |  |  |  |  |  |  |  |
|  |                                                      |  |  |  |  |  |  |  |  |  |  |  |  |  |  |  |
|  |                                                      |  |  |  |  |  |  |  |  |  |  |  |  |  |  |  |
|  | 15. Nazli Hanim                                      |  |  |  |  |  |  |  |  |  |  |  |  |  |  |  |
|  |                                                      |  |  |  |  |  |  |  |  |  |  |  |  |  |  |  |
|  |                                                      |  |  |  |  |  |  |  |  |  |  |  |  |  |  |  |
|  | 31. Mariam Hanim                                     |  |  |  |  |  |  |  |  |  |  |  |  |  |  |  |
|  |                                                      |  |  |  |  |  |  |  |  |  |  |  |  |  |  |  |
|  |                                                      |  |  |  |  |  |  |  |  |  |  |  |  |  |  |  |

| Predecesor: Fu'ad I | Rey de Egipto y de Sudán 1936 - 1952 | Sucesor: Fu'ad II |